# Cees Verstegen
Cornelis Lambertus Hendrikus Bernardus (Cees) Verstegen (Oss, 24 februari 1948) is een Nederlands politicus van de VVD.

## Loopbaan
In 1977 werd Verstegen burgemeester van de toenmalige Drentse gemeente Vledder, hij was destijds de jongste burgemeester van Nederland. In 1980 werd hij daarnaast voorzitter van de Raad van Toezicht van het Academische Ziekenhuis Groningen wat hij tot juni 2000 zou blijven. Begin 1989 gaf hij het burgemeesterschap op om voorzitter van het College van Bestuur van de Rijkshogeschool Groningen te worden. In november 1991 trad hij daar af als voorzitter toen de medezeggenschapsraad en de sectordirecteuren het vertrouwen in hem hadden opgezegd, nadat er een tekort van ruim 11 miljoen gulden was vastgesteld.
Vanaf 16 juni 2000 was Verstegen 11 jaar de burgemeester van Slochteren. Als burgemeester maakte hij, met het oog op de bouw van Meerstad, duidelijke afspraken met de gemeente Groningen over het handhaven van de toenmalige gemeentegrenzen. Enkele jaren later werd de grens echter toch aangepast.
Op 4 maart 2011 maakte hij bekend per 1 oktober 2011 terug te treden en gebruik te maken van de FPU mogelijkheid. In november 2011 werd hij opgevolgd door Geert-Jan ten Brink.